# Monticellina heterochaeta
Monticellina heterochaeta är en ringmaskart som beskrevs av Laubier 1961. Monticellina heterochaeta ingår i släktet Monticellina och familjen Cirratulidae. Inga underarter finns listade i Catalogue of Life.